# Welschlauf
Der Welschlauf ist eine seit 1995 jährlich stattfindende Laufveranstaltung in der Südsteiermark. Neben der klassischen Strecke über die Marathondistanz gibt es ebenso einen Halbmarathon sowie einen Viertelmarathon über 10,8 km, welcher auch als Nordic-Walker-Bewerb ausgetragen wird.
Der Lauf wird stets am ersten Samstag im Mai ausgetragen, wobei sich die Laufrichtung jährlich ändert. Der Name Welschlauf steht für „Wies-Ehrenhausen-laufen und schauen“ sowie in Anlehnung der Strecke, welche die Welschregion mit der Schilcherregion verbindet.

## Strecke

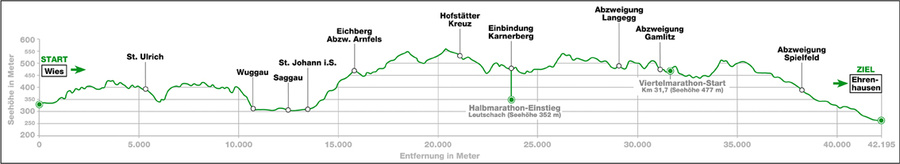
Höhenprofil (Start in Wies)

Die Marathonstrecke – je nach Laufrichtung – führt von Wies nach Ehrenhausen und weist ca. 1440 bzw. 1330 Höhenmeter auf. Für die anderen Distanzen findet ein späterer Einstieg in Leutschach bzw. Sulztal statt. Lange Teile der Strecke führen entlang der Südsteirischen Weinstraßen. Entlang der Laufstrecke befinden sich 21 Labestationen. Die Laufstrecke ist während der Veranstaltung (Gemeindestraßen zur Gänze, Landes- und Bundesstraßen teilweise) gesperrt und in beide Richtungen ganzjährig beschildert.

## Besonderheiten
- Teamwertung: Beim Bewerb „Gretzl“ starten 5 Läufer in ein und derselben Distanz und werden auch gemeinsam bewertet. Für die Siegerehrung am Lauftag gilt die Zeit des Langsamsten für das gesamte Gretzl.
- Maskierte Läufer: Eine Jury bewertet das am tollsten maskierte Team und den tollsten maskierten Einzelläufer.
- Bei einigen Labestationen werden nicht nur isotonische Getränke, sondern auch Wein aus der Region ausgeschenkt.

## Statistik
Durch die jährliche Änderung der Laufrichtung sind die Zeiten nur bedingt vergleichbar.

### Siegerliste Marathon (seit 1998)
| Jahr | Start       | Männer                          | Zeit                            | Frauen                          | Zeit                            |
| ---- | ----------- | ------------------------------- | ------------------------------- | ------------------------------- | ------------------------------- |
| 2023 | Ehrenhausen | Christoph Weiß                  | 03:07:09                        | Karin Rosenberger               | 03:28:02                        |
| 2022 | Wies        | Christian Almer                 | 03:03:02                        | Claudia Heiml -2-               | 03:37:05                        |
| 2021 | Ehrenhausen | Vinzenz Kumpusch -4-            | 03:02:10                        | Martina Schadenbauer            | 04:08:40                        |
| 2020 | Wies        | aufgrund von SARS-Cov2 abgesagt | aufgrund von SARS-Cov2 abgesagt | aufgrund von SARS-Cov2 abgesagt | aufgrund von SARS-Cov2 abgesagt |
| 2019 | Ehrenhausen | Vinzenz Kumpusch -3-            | 02:55:22                        | Jana Beck                       | 03:25:11                        |
| 2018 | Wies        | Christian Theiler               | 03:08:27                        | Birgit Schönherr-Hölscher       | 03:43:01                        |
| 2017 | Ehrenhausen | Thomas Fluch                    | 02:54:52                        | Claudia Heiml                   | 03:41:46                        |
| 2016 | Wies        | Gerd Hösele                     | 03:07:47                        | Reka Kovacs -3-                 | 03:20:14                        |
| 2015 | Ehrenhausen | Vinzenz Kumpusch -2-            | 02:58:25                        | Reka Kovacs -2-                 | 03:18:25                        |
| 2014 | Wies        | Hermann Peindl                  | 02:57:22                        | Karin Augustin                  | 03:26:30                        |
| 2013 | Ehrenhausen | Karsten Kühne                   | 02:52:40                        | Reka Kovacs                     | 03:21:06                        |
| 2012 | Wies        | Michael Kabicher                | 02:54:10                        | Astrid Schweiger                | 04:03:15                        |
| 2011 | Ehrenhausen | Vinzenz Kumpusch                | 02:49:59                        | Ulrike Striednig                | 03:39:00                        |
| 2010 | Wies        | Hannes Kranixfeld -2-           | 02:58:02                        | Karoline Dohr -3-               | 03:32:04                        |
| 2009 | Ehrenhausen | Hannes Kranixfeld               | 02:52:52                        | Daniela Gerersdorfer            | 03:34:07                        |
| 2008 | Wies        | Andreas Schleipfner             | 02:53:02                        | Ursula Egger                    | 03:45:54                        |
| 2007 | Ehrenhausen | Günter Pumhösl -4-              | 02:49:31                        | Ingrid Renner                   | 03:47:49                        |
| 2006 | Wies        | Günter Pumhösl -3-              | 02:53:03                        | Paula Knoll-Rumpl               | 03:19:04                        |
| 2005 | Ehrenhausen | Mag. Jürgen Plechinger -2-      | 02:48:20                        | Karin Gether                    | 03:27:18                        |
| 2004 | Wies        | Mag. Jürgen Plechinger          | 02:46:43                        | Sabine Legat                    | 03:44:35                        |
| 2003 | Ehrenhausen | Günter Pumhösl -2-              | 02:47:03                        | Karoline Dohr -2-               | 03:21:13                        |
| 2002 | Wies        | Günter Pumhösl                  | 02:56:26                        | Irene Senfter -2-               | 03:48:13                        |
| 2001 | Ehrenhausen | Ralph Staudach                  | 02:54:45                        | Irene Senfter                   | 03:35:57                        |
| 2000 | Wies        | Anton Wippel -3-                | 02:51:59                        | Karoline Dohr                   | 03:20:37                        |
| 1999 | Ehrenhausen | Anton Wippel -2-                | 02:48:11                        | Petra Moll -2-                  | 03:25:38                        |
| 1998 | Wies        | Anton Wippel                    | 02:48:01                        | Petra Moll                      | 03:14:54                        |

### Finisher 2017
- Marathon: 199
- Halbmarathon: 611
- Viertelmarathon: 524
- Nordic Walker – Viertelmarathon: 233
- Gemeindeduell: 525[4]

### Finisher 2016
- Marathon: 220
- Halbmarathon: 751
- Viertelmarathon: 622
- Nordic Walker – Viertelmarathon: 204